# کوپریونیتسا (آلکسیناتس)
کوپریونیتسا (به صربی: Koprivnica) یک منطقهٔ مسکونی در صربستان است که در الکسیناتس واقع شده‌است. کوپریونیتسا ۲۲۳ نفر جمعیت دارد.